# Arthur Bernard Cook

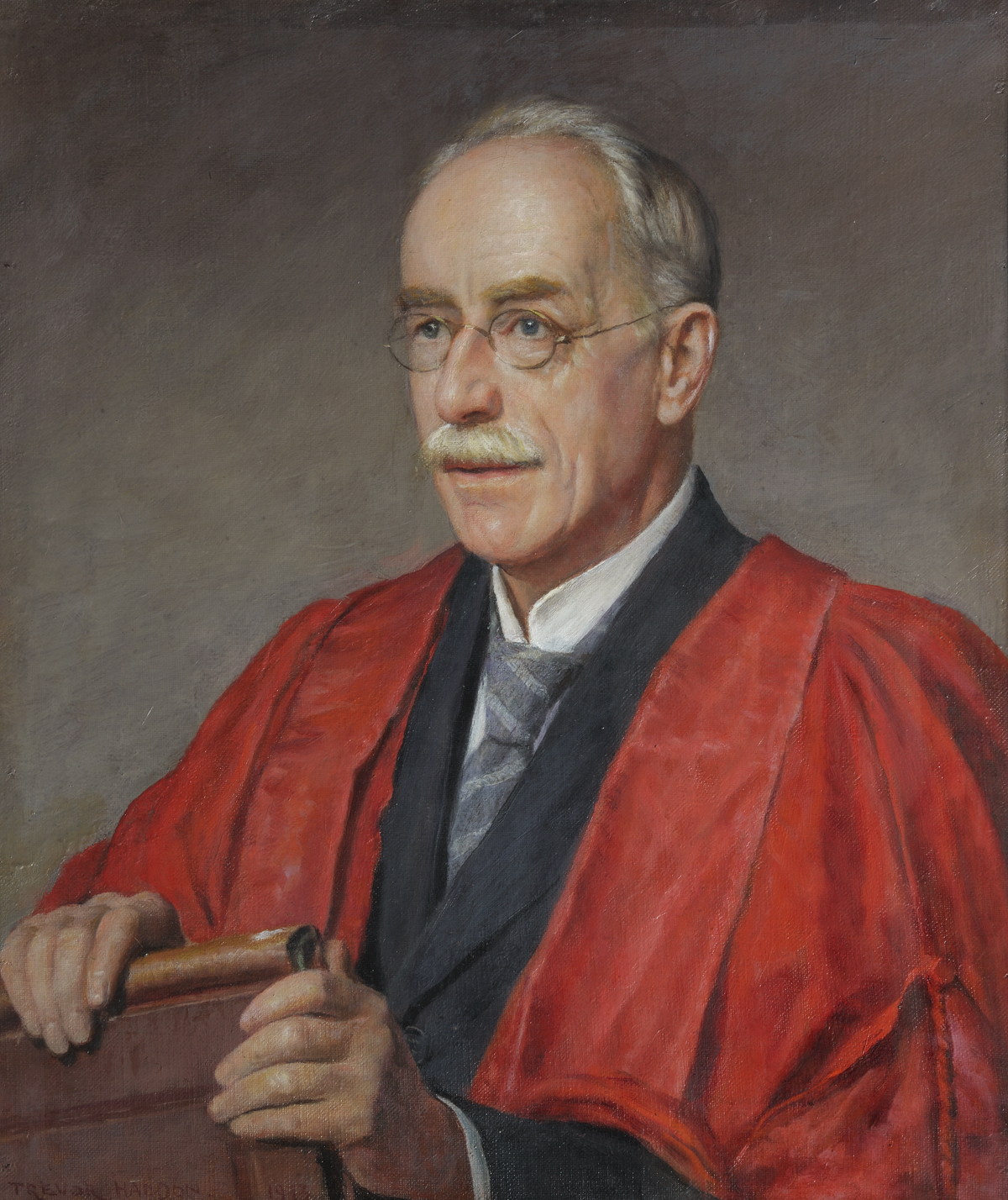
Arthur Bernard Cook. Ölgemälde von Arthur Trevor Haddon (1933)

Arthur Bernard Cook (* 22. Oktober 1868 in Hampstead (London); † 26. April 1952 in Cambridge) war ein britischer Klassischer Archäologe und Religionswissenschaftler. Er zählte zusammen mit Jane Ellen Harrison, Francis Macdonald Cornford und Gilbert Murray zum Kreis der Cambridge Ritualists.
Cook war von 1892 bis 1907 Professor of Greek am Bedford College der Universität London. Gleichzeitig war er von 1893 bis 1899 Fellow des Trinity College an der Universität Cambridge. 1908 wechselte er als Reader in Classical Archeology und Fellow des Queen’s College an die Universität Cambridge, wo er von 1931 bis 1934 Laurence Professor of Classical Archeology war. 1941 wurde er zum Mitglied der British Academy gewählt.
Cooks Forschungsarbeit zur griechischen Religion war vor allem auf die Zusammenhänge zwischen Mythen und Ritualen gerichtet. Zeitweise wirkte er in der Gruppe der „Cambridge Ritualists“ mit. Sein Lebenswerk war eine monumentale Studie über den Zeuskult, die seit ihrem Erscheinen als Standardwerk gilt.

## Schriften (Auswahl)
- The Metaphysical Basis of Plato’s Ethics. Cambridge 1895
- Zeus. A Study in Ancient Religion. Drei Bände in fünf Teilen, Cambridge 1914–1940. Zahlreiche Nachdrucke
  - Band 1 (1914): Zeus, God of the Bright Sky
  - Band 2,1 (1925): Zeus, God of the Dark Sky (Thunder and Lightning): Text and Notes
  - Band 2,2 (1925): Zeus, God of the Dark Sky (Thunder and Lightning): Appendixes and index
  - Band 3,1 (1940): Zeus, God of the Dark Sky (earthquakes, clouds, wind, dew, rain, meteorites): Text and Notes
  - Band 3,2 (1940): Zeus, God of the Dark Sky (earthquakes, clouds, wind, dew, rain, meteorites): Appendixes and index
- The Rise and Progress of Classical Archaeology. Cambridge 1931